# Кріпосний провулок (Київ)
Кріпосни́й прову́лок — провулок у Печерському районі міста Києва, місцевість Липки. Пролягає від вулиці Михайла Грушевського до Інститутської вулиці.

## Історія
Провулок виник у 30–50-ті роки XIX століття. Сучасну назву офіційно затверджено у 1869 році, від Нової Печерської фортеці, поблизу якої провулок знаходиться. Під час німецької окупації міста у 1942–1943 роках провулок мав назву Фестунгсгассе (нім. Festungsgasse).